# 圣阿基兰
圣阿基兰（法語：Saint-Aquilin，法語發音：[sɛ̃.t‿akilɛ̃]）是法国多尔多涅省的一个市镇，属于佩里格区。

## 地理
圣阿基兰（45°11'10"N, 0°29'38"E）面积22.35 平方千米，位于法国新阿基坦大区多爾多涅省，该省份为法国西南部内陆省份，是法國本土面积第三大的省，大致对应佩里戈尔地区，北起顺时针与夏朗德省、上维埃纳省、科雷兹省、洛特省、洛特-加龙省、吉倫特省和滨海夏朗德省接壤。
与圣阿基兰接壤的市镇（或旧市镇、城区）包括：托卡讷-圣阿普尔、尚泰拉克、瑟贡扎克、芒西尼亚克、莱吉亚克德洛什、圣阿斯捷。

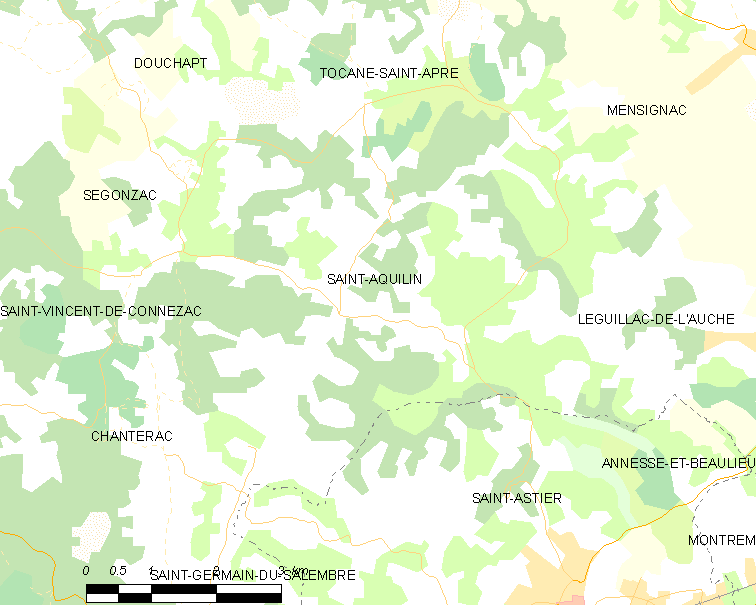
圣阿基兰的OSM定位图

圣阿基兰的时区为UTC+01:00、UTC+02:00（夏令时）。

## 行政
圣阿基兰的邮政编码为24110，INSEE市镇编码为24371。

## 政治
圣阿基兰所属的省级选区为伊勒河谷县。

## 人口

1962-2008年间圣阿基兰人口变化图示

圣阿基兰于2022年1月1日时的人口数量为463人。